# Biblioteca Raza
La Biblioteca Raza és una biblioteca situada a Rampur considerada un monument nacional. Des de la seua fundació, el 1774, ha sigut un centre important per als estudis indoislàmics.
Fou fundada el 1774 com a biblioteca privada del seu fundador, el governador Nawab Faizullah Khan. L'edifici fou reformat durant el segle XVIII pels nababs de Rampur. El 1930, la biblioteca era una institució ben establerta. En l'actualitat és una biblioteca que pertany al govern de l'Índia.
Conté una col·lecció de manuscrits en àrab, persa, pushto, urdu, turc, sànskrit i tamil i instruments astronòmics de segles d'antiguitat i 1.500 monedes d'or, plata i coure que daten dels segles V aC fins al segle xix.